# نوکیا لومیا ۱۵۲۰

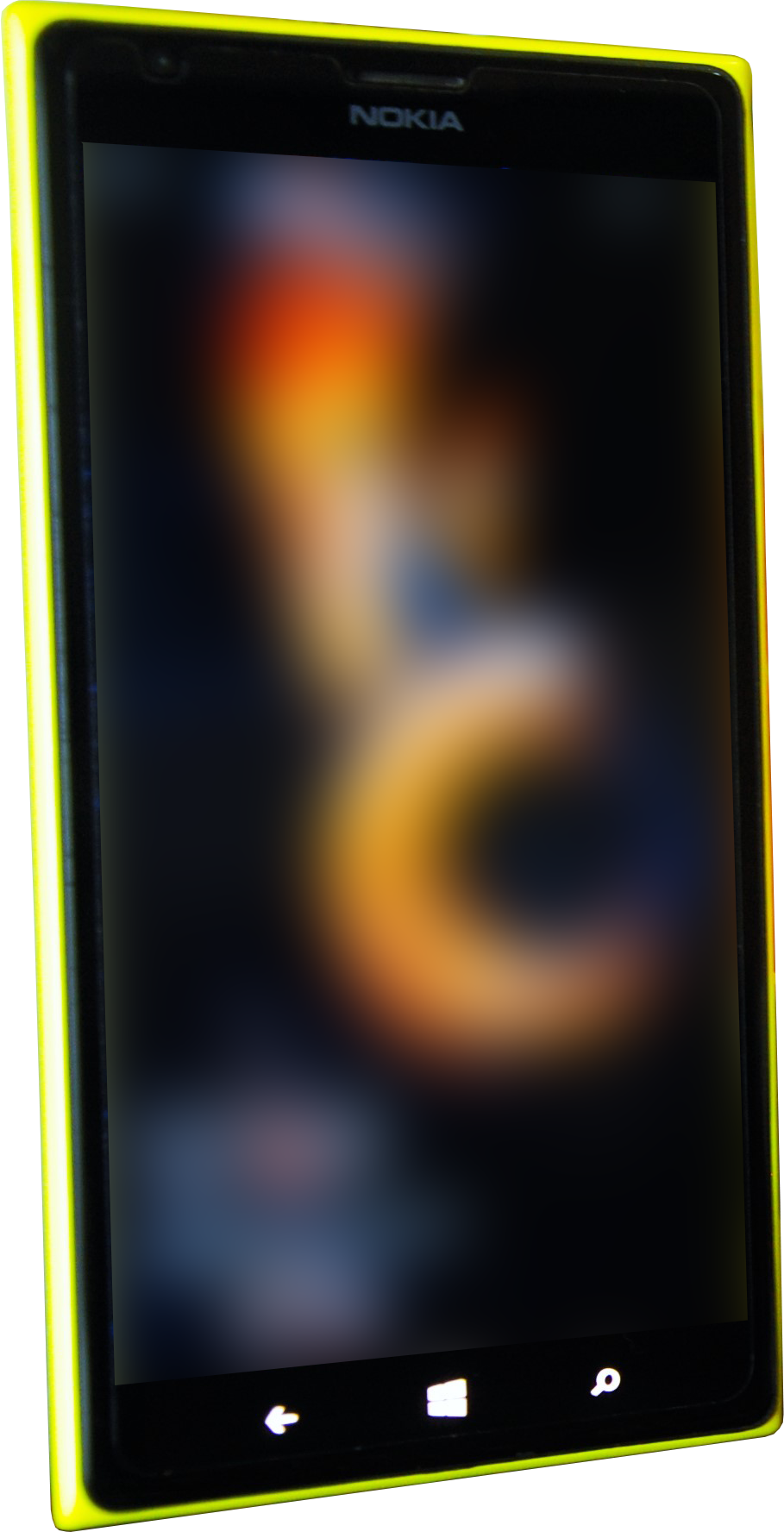
نوکیا لومیا ۱۵۲۰

نوکیا لومیا ۱۵۲۰ (به انگلیسی Nokia Lumia 1520)، فبلت (تلفن همراه هوشمند بزرگ) ساخت شرکت نوکیا است که در سال ۲۰۱۳ رونمایی و وارد بازار شده است. لومیا 1520 یک فبلت ۶ اینچی باکیفیت و قدرتمند مبتنی بر ویندوز فون است که با وجود آن که کمی قدیمی به نظر می‌رسد، اما یکی از بهترین انتخاب‌ها برای علاقه‌مندان به پلتفرم موبایل مایکروسافت محسوب می‌شود.
فبلت نوکیا لومیا ۱۵۲۰ از پردازنده قدرتمند کوالکام اسنپدرگون ۸۰۰ بهره می‌برد که یک پردازنده ۴ هسته‌ای با فرکانس ۲٫۲ گیگاهرتز می‌باشد این فبلت مانند لومیا ۷۲۰ یک بدنه یک تکه از جنس پلی کربنات دارد اما به مراتب بزرگ تر است. دوربین پشتی ۱۵۲۰ پیور ویو می‌باشد که به سنسور ۲۰ مگاپیکسلی مجهز است. صفحه نمایش نیز همانطور که پیش بینی می‌شد ۶ اینچی و فول HD است که تصاویر گرفته شده را فوق العاده با کیفیت و جزئیات نمایش می‌دهد.
نرم‌افزار کاربردی شبکه اجتماعی اینستاگرام برای ویندوز فون هم در این فبلت قرار گرفته است تا کاربران بتوانند عکس‌هایی که می‌گیرید را به اشتراک گذارند. فبلت نوکیا لومیا ۱۵۲۰ به قیمت ۷۴۹ دلار در بازار جهانی به فروش خواهد رسید.

## مشخصات فنی Nokia Lumia ۱۵۲۰
پردازنده ۴ هسته‌ای با فرکانس ۲٫۲ گیگاهرتزی اسنپدرگون ۸۰۰
نمایشگر ۶ اینچی ۱۰۸۰p از نوع LCD ClearBlack،
با روکش گوریلا گلس ۲
تاچ فوق حساس و خوانایی مناسب زیر نور خورشید
دوربین پیورویوی ۲۰ مگاپیکسلی با لنز زایس، لرزشگیر اپتیکال، زوم ۲ برابری، اور سمپلینگ، و فلاش LED دو تایی
فیلمبرداری ۱۰۸۰p با ۳۰ فریم بر ثانیه و لرزشگیر اپتیکال
۴G LTE
نرم‌افزار کاربردی نوکیا موزیک برای استریم موسیقی رایگان بدون تبلیغات
نرم‌افزار کاربردی نقشه HERE
مایکروسافت آفیس
باتری ۳۴۰۰ میلی آمپری
رنگ‌های زرد، سفید، مشکی و قرمز